# Melchior Acontius
Melchior Acontius (weitere Namensformen Melchior Volz, Melchior Foltze, Melchior Foltz; * um 1515 in Oberursel; † 22. Juni 1569 in Allstedt) war ein deutscher Humanist und Lyriker.

## Leben und Wirken
Acontius immatrikulierte sich am 4. Juni 1533 an der Universität Heidelberg, 1534 wechselt er an die Universität Wittenberg. In Wittenberg gehörte er dem Poetenkreis an und zählte zu seinen Freunden Georg Aemilius, Georg Sabinus, Johannes Stigel und Johannes Gigas. Als erstes trat er 1536 mit einem Gedicht zum Tode von Erasmus von Rotterdam hervor, den er offensichtlich sehr verehrte. Philipp Melanchthon – so scheint es – verlieh ihm seinen Humanistennamen Acontius, der die Übersetzung zu Volz = Bolz, Wurfspieß oder Bolzen ist.
Daher ist es nicht verwunderlich, dass Acontius zur Hochzeit seines Freundes Sabinus mit der Tochter Melanchthons seine Epithalmen verfasste. Diese Weihegedichte hat Sabinus unter seine eigenen Gedichte aufgenommen.
1540 begab sich Acontius nach Königstein, wo er in die Dienste des Grafen Ludwig zu Stolberg trat. Zum Rat des Grafen ernannt, nahm er 1549 teil an den Verhandlungen in Speyer über eine Neuerung im Münzwesen teil. Auch am Kaiserhof soll er den Grafen vertreten haben.
Seine Werke stammen zum größten Teil aus der Wittenberger Zeit.
Er wurde 1569 in Stolberg (Harz) beigesetzt.

## Werke
- Epicedion und Apotheosis zu Ehren des Erasmus von Rotterdam, erschienen in Liber selectarum declamationum von Philipp Melanchthon in Straßburg 1541,
- Gedichte auf d. Hochzeit des Georg Sabinus, in: Liber carminum adoptivus, beigefügt den Ausgaben der Poenata Georgii Sabini und in den Deliciae poetarum Germanorum huius superiorisque aevi illustrium Frankfurt 1612
- Allegorische Deutung der Christopherus-Legende nach einem Entwurf von Melanchthon, Wittenberg 1536,
- Ad Lectorem in Joachim Georg’s Tabulae astronomicae in gratiam studiosae iuventutis seorsim editae Wittenberg ohne Jahr
- Ad Typographum in Jacob Micyllus’es Slvarum libri quinque, ohne Ortsangabe 1564 (TitelbL)
- Ex Epithalamio in nuptias Georgii Sabini von Aegidius Periander in Germania Aegidii Periandri Frankfurt am Main 1567